# Svend Hugger
Svend Dinnes Hugger  (født 22. marts 1925 i Dalum, død 2017) var en dansk fodboldspiller og -træner.
Som spiller spillede han for OB og opnåede 2 kampe for A-landsholdet i 1950 med store nederlag til Østrig og Sverige.
Som træner stod han i spidsen for OB, Svendborg fB, Ikast fS, Køge Boldklub, Ballerup IF, B 1913, Silkeborg IF, Herning Fremad og Viborg FF.